# Hans Hinrich
Hans Hinrich (* 27. November 1903 in Berlin; † 30. Oktober 1974 in Berlin) war ein deutscher Regisseur, Schauspieler und Synchronsprecher.

## Leben und Arbeit
Hans Hinrich war zunächst Theaterregisseur. Seine Filmlaufbahn begann 1931 bei der Ufa, die sich kurz zuvor auf die Tonfilmtechnik umgestellt hatte und in den frühen 1930er Jahren stark expandierte. Bis 1938 führte Hinrich Regie in einigen Filmen, die zwar mit den bedeutendsten Stars der Ufa besetzt waren (Hans Albers, Heinrich George, Lil Dagover, Attila Hörbiger), an den Kinokassen jedoch nur mäßigen Erfolg hatten. Hinrich war jüdischer Abstammung und konvertierte 1939 zur katholischen Kirche. Durch den Einfluss der in der NS-Zeit wohlgelittenen Filmschauspielerin Maria Krahn, mit der er seit 1928 verheiratet war, erhielt er nach seinem Ausschluss aus der Reichskulturkammer 1936 noch bis 1939 eine Sondergenehmigung zur Arbeit. Danach ging er nach Rom, wo er bis zum Ende des Krieges in Produktionen verschiedener italienische Filmgesellschaften Regie führte.
1946 begann Hinrich als Giovanni Hinrich oder Giovanni Heinrich in Rom eine zweite Karriere als Filmdarsteller. Seinen größten Auftritt hatte er in der 1948 herausgebrachten Hugo-Adaption I miserabili, in der er neben Gino Cervi die Rolle des Javert spielte. Als Nebendarsteller wirkte er vereinzelt auch in deutschen Kinofilmen und von 1955 an in deutschen Fernsehproduktionen mit. Seinen letzten beiden Regiearbeiten führte Hinrich ebenfalls in Deutschland durch: K – Das Haus des Schweigens (1951) war das düstere Schulddrama eines Mörders (mit Ernst Deutsch) und Conchita und der Ingenieur (1954) ein anspruchsloser Abenteuerfilm um Ölbohrer im exotischen Milieu des brasilianischen Dschungels.
Hinrichs Arbeitsgebiet wurde nach dem Ende des Zweiten Weltkrieges zunächst die Filmsynchronisation. Als Synchronsprecher lieh er seine Stimme unter anderem Edward G. Robinson, Claude Rains und Spencer Tracy.
Hinrich wurde 1955 zum Oberspielleiter an die Wuppertaler Bühnen berufen und war ab 1958 bis 1966 Generalintendant der Städtischen Bühnen Gelsenkirchen in deren Neubau.

## Filmografie (Auswahl)

### Regisseur
- 1932: Der Sieger (Co-Regie)
- 1933: Das Meer ruft
- 1933: SOS Eisberg – Dialogregie
- 1937: Liebling der Matrosen
- 1937: Fremdenheim Filoda
- 1938: Dreiklang
- 1938: Zwischen den Eltern
- 1938: Fracht von Baltimore
- 1940: Lucrezia Borgia
- 1951: K – Das Haus des Schweigens
- 1954: Conchita und der Ingenieur

### Darsteller
- 1946: Avanti a lui tremava tutta Roma
- 1948: I miserabili
- 1948: Fabiola (Fabiola)
- 1949: Die letzten Tage von Pompeji (Les derniers jours de Pompei)
- 1952: Türme des Schweigens
- 1953: Ein Herz und eine Krone (Roman Holiday)
- 1954: Uomini ombra
- 1961: Das Wunder des Malachias
- 1967: Sherlock Holmes (Fernsehserie, Folge Die Liga der Rothaarigen)
- 1971: Die Frau in Weiß (Fernseh-Dreiteiler)